# Franco Riccardi
Franco Riccardi (Milano, 13 giugno 1905 – San Colombano al Lambro, 23 maggio 1968) è stato uno schermidore italiano, specializzato nella spada. Ha vinto una medaglia d'oro ai Olimpiadi di Berlino nel 1936.
Ebbe Nedo Nadi come dirigente.

## Biografia
Riccardi si mise in evidenza dall'età di 16 anni, allievo della Società del Giardino di Milano. Vinse più di 50 medaglie d'oro in tornei in Italia e all'estero.
Alle Olimpiadi di Amsterdam del 1928 insieme a Carlo Agostoni, Giulio Basletta, Marcello Bertinetti, Giancarlo Cornaggia-Medici e Renzo Minoli conquistò la medaglia d'oro nella spada a squadre. Ai Giochi di Los Angeles del 1932 la medaglia fu d'argento, sempre nella spada a squadre, con Giancarlo Cornaggia-Medici, Renzo Minoli e Saverio Ragno.
Toccò il culmine della sua carriera alle Olimpiadi di Berlino del 1936 quando vinse l'oro nella spada individuale ed anche l'oro nella prova a squadre con Giancarlo Brusati, Giancarlo Cornaggia-Medici, Edoardo Mangiarotti, Alfredo Pezzana e Saverio Ragno .
Va sottolineato che in queste Olimpiadi il trionfo della Spada italiana fu totale: Riccardi vinse l'oro, Ragno l'argento, Cornaggia-Medici il bronzo.
L'albo d'oro di Riccardi comprende due titoli a squadre ai Campionati internazionali di scherma del 1931 e 1933, nonché tre secondi posti ai campionati del 1929, 1930 e 1934.
Fu campione italiano dilettanti nel periodo 1927-1929; si classificò anche al terzo posto ai Campionati Europei del 1929.

## Palmarès
In carriera ha ottenuto i seguenti risultati:

### Giochi olimpici
Individuale
- Oro nella spada a Berlino 1936

A squadre
- Oro nella spada ad Amsterdam 1928
- Oro nella spada a Berlino 1936
- Argento nella spada a Los Angeles 1932

### Mondiali
Individuale
- Argento nella spada a Napoli 1929

A squadre
- Oro nella spada a Vienna 1931
- Oro nella spada a Budapest 1933
- Argento nella spada a Liegi 1930
- Argento nella spada a Varsavia 1934

### Campionati italiani
Individuale
- Oro nella spada nel 1927
- Oro nella spada nel 1928
- Oro nella spada nel 1929
- Bronzo nella spada nel 1930

A squadre